# 1-pentadecanol
El 1-pentadecanol es un compuesto químico orgánico clasificado como un alcohol. A temperatura ambiente, se presenta como un sólido blanco. Es un saturado, específicamente un alcohol graso de cadena larga, formado por una cadena de pentadecano con un grupo hidroxilo como sustituyente en uno de sus extremos. Esta molécula es aquiral, lo que significa que no posee isómeros ópticos.
Al igual que otros alcoholes primarios de cadena larga, se emplea como ingrediente en productos químicos industriales, aceites lubricantes y productos de consumo como lociones y cremas. Además, puede servir como materia prima en procesos que utilizan reacciones de etoxilación (adición de óxido de etileno) y sulfatación (adición de un grupo sulfo), para producir tensoactivos, principalmente detergentes.

## Propiedades
El 1-pentadecanol es un compuesto generalmente estable. Como otros alcoholes primarios de cadena larga, exhibe baja toxicidad oral, dérmica y respiratoria. Sin embargo, puede ser ligeramente a moderadamente irritante para los ojos y la piel; el contacto prolongado con alcoholes sin diluir puede provocar la deshidratación de la piel. Por ello, la Royal Dutch Shell recomienda el uso de protección ocular, guantes resistentes a químicos y ropa protectora al manipular grandes cantidades de 1-pentadecanol. Este compuesto flota en agua y puede incendiarse bajo ciertas condiciones; en caso de fuego, se aconseja usar dióxido de carbono, espuma, arena, tierra o polvo químico seco como extintores.
Según la literatura de Shell, los alcoholes primarios de cadena alta (en el rango de C9 a C17) son «fácilmente biodegradables y tienen baja probabilidad de bioacumularse». No son corrosivos para contenedores de acero al carbono ni equipos de procesamiento, y son compatibles con diversos polímeros. Shell recomienda usar tetrafluoroetileno, polietileno de alta densidad, polipropileno y caucho butílico como materiales para juntas. Sin embargo, el monómero de etileno propileno dieno (EPDM) no es adecuado.
En comparación con otros 1-alcanoles (1-nonanol, 1-undecanol y 1-tridecanol), el 1-pentadecanol tiene menor solubilidad en dióxido de carbono supercrítico, lo que sigue la tendencia general de disminución de solubilidad en alcoholes con cadenas más largas.
Al enfriarse desde su estado líquido, el 1-pentadecanol (a 316,3 K, a presión estándar) adopta una estructura cristalina conocida como forma α, una «fase rotatoria» en la que las moléculas pueden girar alrededor de sus ejes largos. Mientras que otros alcoholes de cadena larga, al enfriarse más desde la forma α, transitan a una forma γ (con cadenas inclinadas respecto al plano basal) o a una forma β (con cadenas verticales), el 1-pentadecanol solo adopta la forma β al enfriarse, lo que ocurre a 311,5 K. Mediciones mediante análisis térmico diferencial se realizaron entre 300 y 370 K, y a presiones de hasta 250 MPa; al calentarse, se observó que pasa de una fase cristalina (forma β) a una fase rotatoria (forma α) pocos grados por debajo de su punto de fusión. La existencia de este estado rotatorio fue confirmada por mediciones dieléctricas que evidenciaron su desorden orientacional. No se ha identificado un punto triple para el 1-pentadecanol.

## Síntesis
El alcohol fue descubierto en 1893 por Angelo Simonini, estudiante de Adolf Lieben en la Universidad de Viena, quien utilizó una variante de la reacción de Hunsdiecker (a menudo llamada reacción de Simonini) para obtener palmitato de pentadecilo a partir de palmitato de plata y yodo a 100 °C:
2 C
15H
31COOAg + I
2 → C
15H
31COOC
15H
31 + CO
2 + 2 AgI

### Producción industrial
La corporación Shell emplea un proceso patentado para la síntesis del 1-pentadecanol (denominado comercialmente Neodol 5) mediante hidroformilación de olefinas producidas a partir de etileno.

### Ocurrencia natural
Se han encontrado pequeñas cantidades de 1-pentadecanol (mediante cromatografía en capa fina y GC/MS) de forma natural en las hojas de Solena amplexicaulis (pepino rastrero). En 2008, se describió una síntesis de pachastrissamina (un compuesto lipídico citotóxico presente en esponjas marinas) a partir del 1-pentadecanol.
La oxidación fúngica y asimilación de pentadecano por dos cepas productoras de ácido cítrico del género Candida (tipo salvaje KSH 21 y mutante 337) han transformado este compuesto en pentadecanol y ácido pentadecanoico mediante oxidación en uno de los carbonos terminales. La mayor conversión a pentadecanol observada en un estudio de 1977 provino de un cultivo de fermentación de 3 días de la cepa 337, con 85,5 mg generados por cada 10 g de pentadecano. También se detectó cierta conversión a 2-pentadecanol y 2-pentadecanona.

## Aplicaciones
En un artículo de 1981, se evaluaron las actividades de varios alcoholes primarios como sustratos para la catálisis de la alquil DHAP sintasa en la reacción de alcoholes grasos con dihidroxiacetona fosfato acilada en células tumorales de carcinoma de ascitis de Ehrlich. Se investigó la especificidad de la alquil DHAP sintasa microsomal con respecto a distintos alcoholes; el pentadecanol mostró una actividad de aproximadamente 0,2 mol/min/mg de proteína.
Un estudio de 1994 evaluó el 1-pentadecanol como un posible agente antiacné. Aunque se sabía que los alcoholes primarios eran efectivos contra bacterias grampositivas, se había encontrado previamente que los ácidos grasos libres y alcoholes entre C8 y C14 eran irritantes para la piel. Dado que este efecto cesaba en C15, se evaluaron varios alcoholes de cadena larga contra Propionibacterium acnes; el 1-pentadecanol mostró una concentración inhibitoria mínima (CIM) de 0,78 μg/mL y una concentración bactericida mínima de 1,56 μg/mL.
En un artículo de 1995 del mismo grupo de investigación, se replicó la CIM de 0,78 μg/mL contra P. acnes, siendo la más baja entre todos los alcoholes primarios probados (de C6 a C20). Además, el 1-pentadecanol mostró una CIM de 6,25 μg/mL contra Brevibacterium ammoniagenes y una CIM superior a 800 μg/mL (prácticamente sin efecto) contra la levadura dermatomicótica Pityrosporum ovale. Junto con el 1-hexadecanol, se encontró que era selectivamente antimicrobiano contra P. acnes y no contra otras bacterias grampositivas, a diferencia de alcoholes como el 1-dodecanol, que eran más ampliamente antimicrobianos.
Un estudio de química computacional de 2018 investigó posibles usos de compuestos alcohólicos como desinfectantes micobactericidas para controlar Mycobacterium tuberculosis. Se evaluó computacionalmente la energía libre de Gibbs (∆G) para el acoplamiento molecular de alcoholes desde C1 (metanol) hasta C15 (pentadecanol) como ligandos de los receptores InhA, MabA y PanK. La tendencia observada fue que la energía de unión entre ligando y receptor aumentaba con la longitud de la cadena; el pentadecanol, el alcohol más largo evaluado, tuvo una ∆G estimada de -4,9 kcal/mol con InhA, -4,9 kcal/mol con MabA y -5,5 kcal/mol con PanK. Esto se comparó con el triclosán (cuyos valores de ∆G fueron -6,4 kcal/mol, -6,7 kcal/mol y -7,0 kcal/mol, respectivamente); se concluyó que el pentadecanol tiene «potencia» como agente micobactericida y se sugirió como referencia para el desarrollo de agentes micobactericidas dirigidos a receptores.
Las propiedades de los 1-pentadecanoles fluorados se han investigado como posibles especies anfifílicas para facilitar la adsorción del tensioactivo pulmonar dipalmitoilfosfatidilcolina (DPPC). Aunque el DPPC contribuye a la rigidez de la película en la superficie de los alvéolos, tiene malas cualidades de adsorción y reextensión; los anfifílicos altamente fluorados pueden compatibilizarlo con otras superficies, pero a costa de la bioacumulación en el cuerpo humano y el medio ambiente. Por ello, en un artículo de 2018 se analizó la interacción de varios 1-pentadecanoles parcialmente fluorados con DPPC en una monocapa de Langmuir. Las moléculas estudiadas fueron C
4F
9(CH
2)
11OH, C
6F
13(CH
2)
9OH y C
8F
17(CH
2)
7OH; a mayor grado de fluoración, mayor hidrofobia.